# نامه اینشتین–زیلارد

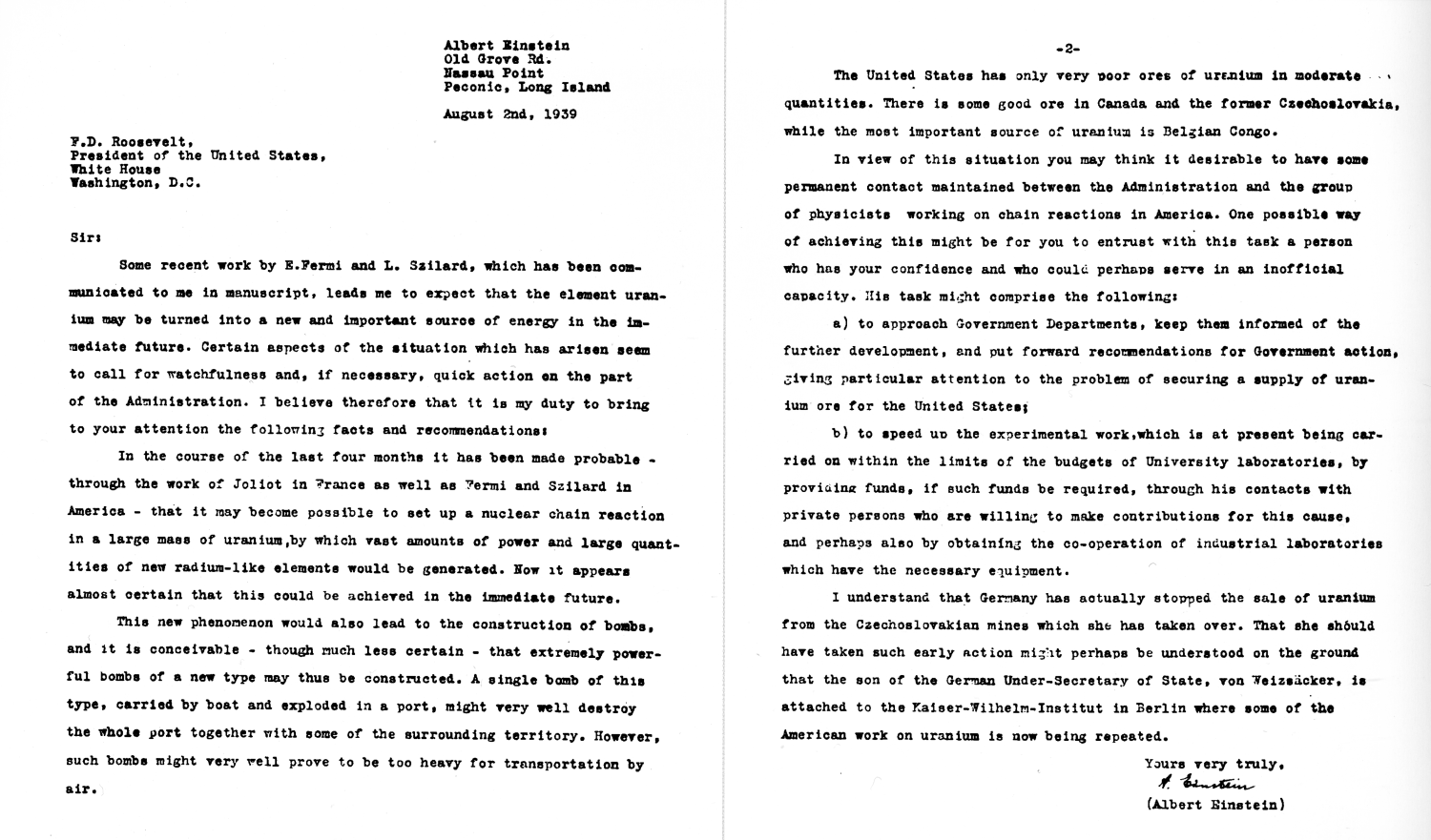
نسخه ای از این نامه

نامه اینشتین–زیلارد (انگلیسی: Einstein–Szilárd letter) نامه ای بود که توسط لئو زیلارد نوشته و به امضای آلبرت اینشتین و در تاریخ ۲ اوت ۱۹۳۹ به رئیس جمهور وقت ایالات متحده آمریکا فرانکلین روزولت تحویل داده شد. در این نامه که با مشاوره دو دانشمند مجاری به نام های ادوارد تلر و یوجین ویگنر نوشته شد، فیزیکدانان نسبت به فعالیت های هسته ای آلمان نازی برای تولید بمب اتمی اظهار نگرانی کرده و پیشنهاد دادند تا ایالات متحده نیز فعالیت های هسته مستقل خود را آغاز نماید. این نامه سرآغازی بود بر مجموعه فعالیت هایی که در نهایت به پروژه منهتن و ساخت نخستین بمب اتمی بشر منجر گردید.